# Marcial de Limoges
Marcial de Limoges fue el primer obispo de Limoges, y es venerado como santo por el cristianismo, que celebra su onomástica el 30 de junio. Vivió durante el siglo III y la mayor parte de su biografía es desconocida.

## Biografía
De acuerdo con una biografía de Saturnino (el primer obispo de Tolosa) —a quien el célebre Gregorio de Tours (538-594) cita en su Historia Francorum (historia de los francos)—, Marcial fue el primer obispo de Limoges (sur de Francia).
Las menciones más antiguas de san Marcial datan del principio de la Edad Media.
Sidonio Apolinar (siglo V), obispo de Clermont-Ferrand, afirma que Augustóritum nombró a Marcial como obispo.
Durante los consulados del emperador Decio y de Vetio Grato (250-251), fueron nombrados obispos a siete clérigos y enviados desde Roma a Galia para cristianizar a los galos:
- Gatien a Tours
- Trófimo a Arlés
- Pablo a Narbona
- Saturnino a Tolosa
- Denis a París
- Austromonio a Clermont
- Marcial a Limoges.

Probablemente fue el presbítero Fabián —que fungió como papa entre el 236 y el 250— quien los envió. Cuando los obispos llegaron a Francia, el papa había sufrido el martirio en Roma (20 de enero del 250)
Marcial fue enterrado en las afueras de la aldea romana, en un pequeño cementerio de la via Agrippa. Tras el descubrimiento de la tumba de Santiago en Galicia, su tumba se convirtió gradualmente en un sitio de parada de los peregrinos compostelanos. En el siglo IX, varios monjes que vivían allí para dar abrigo a los peregrinos y colectar fondos, encontraron patronazgo en la Orden benedictina.

## La Abadía de San Marcial de Limoges
El lugar donde fue enterrado el santo se convirtió en la abadía benedictina de San Marcial, que poseyó una importante biblioteca privada (sólo superada por la de la abadía de Cluný y un scriptorium (sitio de copistas de textos religiosos).
En esta biblioteca se educó y trabajó el cronista Geoffroy du Breuil (siglo XII), quien sería abad de Vigeois (1170-1184).
En la abadía se formó un grupo de compositores, que en la actualidad se considera que forman la Escuela de San Marcial de Limoges. Se la conoce por la composición de tropos, secuencias, y un órganum primitivo (método de acompañamiento exclusivamente vocal).
A este respecto fue una importante precursora de la Escuela de Notre Dame.
La abadía de San Marcial —una de las grandes iglesias de peregrinación del cristianismo occidental— sufrió tantas malversaciones, que en el siglo XIX sólo quedaban los deteriorados manuscritos de su biblioteca.
El rey Luis XV compró la mayoría de estos textos, los llevó a París, y los usó para crear la Biblioteca Nacional.
Se desconoce en la actualidad hasta qué punto estos manuscritos reflejan las composiciones medievales de la abadía de San Marcial en particular, o si eran recopilaciones de trabajos de distintos lugares del sur de Francia.
No se conoce el nombre de ningún compositor de esta escuela.
Entre 1966 y 1970 se efectuaron excavaciones cerca del emplazamiento de la antigua abadía de San Marcial. Se descubrieron varias tumbas, junto con un mosaico del Alto Imperio (que indica la importancia de los personajes enterrados). Se cree que se trata de la tumba del obispo.
Doce capiteles esculpidos romanescos se descubrieron bajo los cimientos de un establo, y el Museo del Obispado de Limoges los compró en 1994.

## Hagiografía
Desde el siglo X, el flujo de peregrinos a la abadía donde se encontraban los restos del histórico obispo Marcial, alentaron la creación de una elaborada hagiografía (biografía sagrada). Habría llegado a Francia acompañado de su discípulo, san Amador. Fue encarcelado y torturado, pero sobrevivió. Durante más de treinta años ejerció su cargo de obispo.
Más tarde Marcial fue movido en el tiempo: no habría sido enviado a Galia por el papa Fabián sino por el propio san Pedro (el primer papa del cristianismo), y había evangelizado él solo no sólo la aldea de Limoges sino toda la Aquitania. Realizó muchos milagros, entre los cuales el más importante había sido la resurrección de un muerto, tocándolo con una varita que le había dado san Pedro.
La mitología alcanzó su punto culmen con la Vida de san Marcial (siglo XI) de Adémar de Chabannes. Se la atribuyó a un tal «obispo Aureliano», supuesto sucesor de san Marcial, que había sido testigo de la presencia del santo en la Última Cena y en la crucifixión de Cristo, y había sido uno de los apóstoles originales. Ademar le hizo hebreo de nacimiento, y pariente cercano de San Esteban.
En La leyenda dorada (compendio de creencias folclóricas del siglo XIII), se dice que san Marcial realizaba muchos milagros, como la destrucción de ejércitos antirromanos, la resurrección de los muertos y conversiones y bautismos en masa.
En 1854, monseñor Buissas (obispo de Limoges) le solicitó al papa Pío IX que le otorgara a san Marcial la posibilidad de celebrar su memoria como fiesta, como se hace con cualquiera de los doce apóstoles, pero el papa se negó. En los años 1920, se descubrió la falsedad de la red de documentos inventados por Adémar (que incluían una antigua carta papal y un sínodo imaginario en Francia). Sin embargo, aún hoy la leyenda de san Marcial continúa viva en los círculos católicos más conservadores.

## Patronazgo
Es venerado en muchos sitios de España, sobre todo en Cataluña, donde muchos creen que es un santo español. Además es el patrono de la isla de Lanzarote y el compatrono de la diócesis de Canarias.
También es el patrón del municipio mallorquín de Marrachí, del municipio aragonés de Ariza y de Benasque así como del municipio de Lardero en La Rioja